# 索尔博洛
索尔博洛（義大利語：Sorbolo），是意大利艾米利亚-罗马涅大区帕尔马省索尔博洛-梅扎尼市镇的一个分区。总面积39平方公里，人口9509人，人口密度243.8人/平方公里（2009年）。ISTAT代码为034037。
2019年1月1日，索尔博洛与梅扎尼合并为新的索尔博洛-梅扎尼市镇。